# Luisa Marchio
Luisa Marchio (Torino, 6 febbraio 1976) è un'allenatrice di calcio ed ex calciatrice italiana, di ruolo difensore.
Nel corso della sua ultraventennale carriera come calciatrice ha conquistato due Coppe Italia e una Italy Women's Cup, tutti trofei ottenuti vestendo la maglia della Torres, rappresentando più volte l'Italia con la maglia della nazionale maggiore.

## Carriera

### Calciatrice

#### Nazionale
Nel 1999 l'allora commissario tecnico della nazionale italiana femminile Carlo Facchin inserisce Marchio nella rosa delle giocatrici impegnate nella fase finale del campionato mondiale degli Stati Uniti 1999. Facchin la impiega in tutti i tre incontri disputati dall'Italia nel gruppo B dove la squadra, vittoriosa solo con il Messico e causa principalmente la partita persa con il Brasile è costretta ad abbandonare il torneo.

### Allenatrice
Negli ultimi anni di carriera affianca all'attività agonistica il corso per ottenere la licenza di allenatore di calcio. Nell'autunno 2014 entra nel settore tecnico della Torres come vice di Mario Pompili. Confermata come vice del nuovo tecnico Mario Desole nell'agosto successivo, è costretta a lasciare la società dopo la decisione della dirigenza di non iscriverla al campionato di Serie A 2015-2016 per inadempienze finanziarie , tuttavia a novembre trova un accordo con l'Atletico Oristano per sostituire l'esonerato Mario Silvetti. Marchio resta alla guida della squadra fino a febbraio dell'anno successivo quando viene a sua volta esonerata dalla società.

## Palmarès

### Club
- Coppa Italia: 2

Torres: 2003-2004, 2007-2008
- Italy Women's Cup: 1

Torres: 2008